# Charles Ariiotima
Charles Ariiotima, né le 18 janvier 1966, est un arbitre tahitien et français de football. 
Responsable de la commission d'arbitrage de la fédération tahitienne de football, il arbitre depuis 1988 en Polynésie française et dans la région du Pacifique. 
Il est aussi responsable du futsal en Polynésie Française .

## Carrière
Il a officié dans des compétitions majeures :
- Coupe d'Océanie de football 2002 (3 matchs dont la finale)
- JO 2004 (2 matchs)
- Coupe d'Océanie de football 2004 (2 matchs)